# كلاريبيل أليغريا
كلارا إيزابيل أليغريا فيدس  (12 مايو 1924-25 يناير 2018)، والمعروفة أيضًا باسمها المستعار كلاريبيل أليغريا،  هي شاعرة وكاتبة مقالات وروائية وصحافية نيكاراغوية-سلفادورية وكانت صوتًا رئيسيًا في أدب أمريكا الوسطى المعاصرة. حصلت على جائزة نيوستاد الدولية للآداب لعام 2006.

## الجوائز
- 1978 برعاية كوبية كاسا دي لاس أمريكا  [لغات أخرى]‏ لمجموعة Sobrevivo ("أنا على قيد الحياة")، وهي مجموعة شعرية. حصلت على هذه الجائزة إلى جانب جيوكوندا بيلي  [لغات أخرى]‏ .
- 2006 جائزة نيوستادت الدولية للآداب .[5][6][7]

## الأعمال المنشورة
- Anillo de silencio (1948)
- Suite de amor, angustia y soledad (1950)
- Vigilias (1953)
- Acuario (1955)
- Tres cuentos (1958)
- Huésped de mi tiempo (1961)
- Vía única (1965)
- Cenizas de Izalco (1966)
- Aprendizaje (1970)
- Pasaré a cobrar y otros poemas (1973)
- Sobrevivo (1978, Premio Casa de las Américas de Poesía)
- La encrucijada salvadoreña (1980)
- Nicaragua: la revolución sandinista (1980)
- Flores del volcán; Suma y sigue (1981)
- Flowers from the Volcano (1983)
- No me agarran viva: la mujer salvadoreña en lucha (1983)
- Para Romper El Silencio: Resistencia Y lucha en las cárceles salvadoreñas (1983)
- Álbum familiar (1984)
- Despierta, mi bien, despierta (1986)
- Luisa en el país de la realidad (1987)
- Cenizas de Izalco (1989)
- Woman of the River (Pitt Poetry Series) (1989)
- They Won't Take Me Alive: Salvadoran Women in Struggle for National Liberation (1990)
- Family Album (1991)
- Fugue (1993)
- Death of Somoza (1996)
- Thresholds/Umbrales: Poems (1996)
- Tunnel to Canto Grande (1996)
- El Nino Que Buscaba A Ayer (1997)
- Sorrow (1999)
- Casting Off (2003)
- Soltando Amarras (2003)

في الترجمة الإنجليزية
- زهور من البركان (بالإنجليزية: Flowers from the Volcano)،  ترجمة. كارولين فورشي (بيتسبرغ، جامعة بيتسبرغ ، 1983)
- لويزا في أرض الواقع (بالإنجليزية: Luisa in Realityland)، ترجمة داروين جيه فلاكول (نيويورك: مطبعة كوربستون ، 1987)(ردمك 0-915306-70-0)
- حزن (بالإنجليزية: Sorrow)، ترجمة كارولين فورشي (نيويورك: مطبعة كوربستون ، 1999)(ردمك 1-880684-63-2)
- سولتاندو أماراس / كاستينغ أوف: قصائد كلاريبيل أليغريا (بالإنجليزية: Soltando Amarras/Casting Off: Poems by Claribel Alegría)، ترجمة مارغريت سايرز بيدن (Willimantic: Curbstone Press ، 2003)(ردمك 1-880684-98-5)

## روابط خارجية
- كلاريبيل أليغريا على موقع الموسوعة البريطانية (الإنجليزية)